# The Simpsons (1.ª temporada)
A primeira temporada da série de animação estadunidense The Simpsons foi transmitida pela Fox entre 17 de dezembro de 1989 e 13 de maio de 1990, em 13 episódios. Os produtores executivos foram Matt Groening, James L. Brooks e Sam Simon, que também trabalharam na temporada seguinte. Inicialmente, a série iria ao ar no outono de 1989, com o episódio "Some Enchanted Evening" — apresentando os personagens principais —, que foi refeito em 70% devido a expressivos erros na animação.
Os produtores consideraram cancelar o projeto se o episódio seguinte apresentasse "falhas", contudo o mesmo apresentava fáceis e corrigíveis problemas. Em geral, a temporada recebeu opiniões favoráveis pela crítica especialista em televisão, com algumas críticas destacando-na como "uma série inovadora". Ademais, foi nomeada a cinco Prêmios Emmy, vencendo apenas na categoria de "melhor programa de animação". No Brasil, sua estreia decorreu em 6 de abril de 1991 pela Rede Globo. Um box set em DVD contendo todos episódios da temporada foi lançado na região 1 em 25 de setembro de 2001, e nas regiões 2 e 4 em 24 de setembro.

## Elenco e personagens

### Principais
- Dan Castellaneta como Homer Simpson, Barney Gumble, vozes adicionais
  - Vovô Simpson em 'Simpsons Roasting on an Open Fire', 'Bart the General' e 'The Telltale Head'
  - Krusty, o Palhaço em 'The Telltale Head' e 'Krusty Gets Busted'
- Julie Kavner como Marge Simpson, vozes adicionais
  - Patty e Selma em 'Simpsons Roasting on an Open Fire', 'Life on the Fast Lane'
- Nancy Cartwright como Bart Simpson, Lewis, vozes adicionais
  - Nelson Muntz em 'Bart The General'
  - Ralph Wiggum em 'Simpsons Roasting on an Open Fire'
- Yeardley Smith como Lisa Simpson, vozes adicionais
- Harry Shearer — vozes adicionais:
  - Waylon Smithers em 'Simpsons Roasting on an Open Fire', 'Homer's Odyssey', 'There's No Disgrace Like Home', 'The Telltale Head' e 'Homer's Night Out'
  - Diretor Skinner em 'Simpsons Roasting on an Open Fire', 'Bart the Genius', 'The Telltale Head' e 'The Crepes of Wrath'
  - Reverendo Lovejoy em 'The Telltale Head', 'Homer's Night Out', 'Krusty Gets Busted"'
  - Mr. Burns em 'There's No Disgrace Like Home' e 'Homer's Night Out'
  - Lenny Leonard em 'Life on the Fast Lane', 'Homer's Night Out' and 'The Crepes of Wrath'.
  - Ned Flanders em 'Simpsons Roasting on an Open Fire' e The Call of the Simpsons',
  - Kent Brockman em 'Krusty Gets Busted'

### Recorrentes
- Hank Azaria como Chief Wiggum, Moe Szyslak, Carl Carlson e Apu
- Pamela Hayden como Milhouse Van Houten
- Tress MacNeille como Jimbo Jones e Agnes Skinner
- Russi Taylor como Martin Prince e Sherri e Terri
- Marcia Wallace como Edna Krabappel
- Maggie Roswell como Helen Lovejoy e Princesa Kashmir
- Sam McMurray como Worker Drone
- Christopher Collins como Mr. Burns (episódios 1, 4 e 8) e Moe Szyslak (episódio 13)
- Albert Brooks como Cowboy Bob e Jacques

### Convidados
- Ron Taylor como Bleeding Gums Murphy ("Moaning Lisa")
- Susan Blu como Howie ("Moaning Lisa")
- Miriam Flynn como Miss Barr ("Moaning Lisa")
- Christian Coffinet como Gendarme Officer ("The Crepes of Wrath")
- Kelsey Grammer como Sideshow Bob ("Krusty Gets Busted")
- Penny Marshall como Sra. Botz ("Some Enchanted Evening")
- June Foray como recepcionista ("Some Enchanted Evening")
- Paul Willson como florista ("Some Enchanted Evening")

## Recepção

### Audiência e recepção crítica
A primeira temporada de The Simpsons foi a primeira série televisiva da Fox a se classificar entre os 30 maiores programas de audiência dos Estados Unidos. No agregador de resenhas Rotten Tomatoes, o programa marca uma pontuação de 100% com base em comentários de 18 críticos, e registra uma nota 8,5 de 10. De acordo com o site, o consenso crítico da animação diz: "A primeira temporada de The Simpsons prova ser viciante, uma série inovadora com episódios divertidos". No Metacritic, que atribui uma média aritmética ponderada com base em 100 comentários de críticos mainstream, a série recebe uma pontuação média de 80 pontos com base em 6 comentários, indicando "análises geralmente favoráveis". Houve críticas entorno do mau comportamento do personagem Bart, o que levou alguns pais a caracterizá-lo como um péssimo exemplo para seus filhos. Apesar da proibição de escolas estadunidenses em relação aos produtos do programa, que geraram 2 bilhões de dólares em receita.
O progama recebeu cinco indicações na 42.ª cerimônia dos Prêmios Emmy; "Simpsons Roasting on an Open Fire" e "Life on the Fast Lane" foram nomeados a categoria de melhor programa de animação — com este último citado vencendo. Ademais, "Simpsons Roasting on an Open Fire" também foi indicado para melhor edição em minissérie ou especial, enquanto "The Call of the Simpsons" em mixagem de som em série de somédia ou especial. A canção-tema principal, composta por Danny Elfman, foi nomeada para melhor tema de abertura.

## Episódios
| № na série | № na temporada | Título original (Título no Brasil)                      | Dirigido por                       | Escrito por                                            | Exibição original       | Cód. de produção | Espectadores nos EUA (em milhões) |
| ---------- | -------------- | ------------------------------------------------------- | ---------------------------------- | ------------------------------------------------------ | ----------------------- | ---------------- | --------------------------------- |
| 1          | 1              | "Simpsons Roasting on an Open Fire" "O Prêmio de Natal" | David Silverman                    | Mimi Pond                                              | 17 de dezembro de 1989  | 7G08             | 26.7                              |
| 2          | 2              | "Bart the Genius" "Bart, o Gênio"                       | David Silverman                    | Jon Vitti                                              | 14 de janeiro de 1990   | 7G02             | 24.5                              |
| 3          | 3              | "Homer's Odyssey" "A Odisséia de Homer"                 | Wesley Archer                      | Jay Kogen & Wallace Wolodarsky                         | 21 de janeiro de 1990   | 7G03             | 27.5                              |
| 4          | 4              | "There's No Disgrace Like Home" "Problemas em Casa"     | Gregg Vanzo & Kent Butterworth     | Al Jean & Mike Reiss                                   | 28 de janeiro de 1990   | 7G04             | 20.2                              |
| 5          | 5              | "Bart the General" "Bart, o General"                    | David Silverman                    | John Swartzwelder                                      | 4 de fevereiro de 1990  | 7G05             | 27.1                              |
| 6          | 6              | "Moaning Lisa" "Lisa Tristonha"                         | Wesley Archer                      | Al Jean & Mike Reiss                                   | 11 de fevereiro de 1990 | 7G06             | 27.4                              |
| 7          | 7              | "The Call of the Simpsons" "Chamando os Simpsons"       | Wesley Archer                      | John Swartzwelder                                      | 18 de fevereiro de 1990 | 7G09             | 27.6                              |
| 8          | 8              | "The Telltale Head" "Conversa Fiada"                    | Rich Moore                         | Al Jean, Mike Reiss, Sam Simon & Matt Groening         | 25 de fevereiro de 1990 | 7G07             | 28                                |
| 9          | 9              | "Life on the Fast Lane" "Uma Vida Turbulenta"           | David Silverman                    | John Swartzwelder                                      | 18 de março de 1990     | 7G11             | 33.5                              |
| 10         | 10             | "Homer's Night Out" "A Noite de Folga do Homer"         | Rich Moore                         | Jon Vitti                                              | 25 de março de 1990     | 7G10             | 30.3                              |
| 11         | 11             | "The Crepes of Wrath" "Crepes da Ira"                   | Wesley Archer & Milton Gray        | George Meyer, Sam Simon, John Swartzwelder & Jon Vitti | 15 de abril de 1990     | 7G13             | 31.2                              |
| 12         | 12             | "Krusty Gets Busted" "Krusty se Machuca"                | Brad Bird                          | Jay Kogen & Wallace Wolodarsky                         | 29 de abril de 1990     | 7G12             | 30.4                              |
| 13         | 13             | "Some Enchanted Evening" "Numa Noite Encantada"         | David Silverman & Kent Butterworth | Matt Groening & Sam Simon                              | 13 de maio de 1990      | 7G01             | 27.1                              |

## Lançamento em DVD
Um box set em DVD contendo todos episódios da primeira temporada foi lançada pela 20th Century Fox Home Entertainment nos Estados Unidos e Canadá em 25 de setembro de 2001, onze anos após sua transmissão na televisão. O material apresenta conteúdo bônus como cenas deletadas e comentários em áudio. Seguidamente, tornou-se a série televisiva mais vendida em DVD, sendo ultrapassado pelo lançamento de Chappelle's Show. Até 19 de outubro de 2004, o box set havia vendido 1,9 milhões de unidades.
| The Complete First Season | | | |
| Detalhes do DVD | Detalhes do DVD | Detalhes do DVD | Características especiais |
| - 13 episódios - Conjunto de 3 discos - Idiomas: - Inglês (em som surround 5.1) - Inglês (em som surround 2.0) - Francês (em som surround 2.0) - Legendas: - English (em SDH) - Espanhol | - 13 episódios - Conjunto de 3 discos - Idiomas: - Inglês (em som surround 5.1) - Inglês (em som surround 2.0) - Francês (em som surround 2.0) - Legendas: - English (em SDH) - Espanhol | - 13 episódios - Conjunto de 3 discos - Idiomas: - Inglês (em som surround 5.1) - Inglês (em som surround 2.0) - Francês (em som surround 2.0) - Legendas: - English (em SDH) - Espanhol | - Comentário em áudio para os 13 episódios - Roteiros originais de "Bart the Genius", "Bart the General", "Moaning Lisa" e "Some Enchanted Evening" - Versão inédita de "Some Enchanted Evening" - Outtakes de Albert Brooks - Especial da BBC: America's First Family - ABC News: Bart T-shirt Controversy - The Tracey Ullman Show: "Good Night" - Clipes idiomas extrangeiros: "Foreign Language Clips" - Francês (em som surround 2.0) - Italiano (em som surround 2.0) - Japonês (em som surround 2.0) - Português (em som surround 2.0) - Espanhol (em som surround 2.0) - Primeiros esboços - Imagens e capas de revistas |
| Datas de lançamento | | | - Comentário em áudio para os 13 episódios - Roteiros originais de "Bart the Genius", "Bart the General", "Moaning Lisa" e "Some Enchanted Evening" - Versão inédita de "Some Enchanted Evening" - Outtakes de Albert Brooks - Especial da BBC: America's First Family - ABC News: Bart T-shirt Controversy - The Tracey Ullman Show: "Good Night" - Clipes idiomas extrangeiros: "Foreign Language Clips" - Francês (em som surround 2.0) - Italiano (em som surround 2.0) - Japonês (em som surround 2.0) - Português (em som surround 2.0) - Espanhol (em som surround 2.0) - Primeiros esboços - Imagens e capas de revistas |
| Região 1 | Região 2 | Região 4 | - Comentário em áudio para os 13 episódios - Roteiros originais de "Bart the Genius", "Bart the General", "Moaning Lisa" e "Some Enchanted Evening" - Versão inédita de "Some Enchanted Evening" - Outtakes de Albert Brooks - Especial da BBC: America's First Family - ABC News: Bart T-shirt Controversy - The Tracey Ullman Show: "Good Night" - Clipes idiomas extrangeiros: "Foreign Language Clips" - Francês (em som surround 2.0) - Italiano (em som surround 2.0) - Japonês (em som surround 2.0) - Português (em som surround 2.0) - Espanhol (em som surround 2.0) - Primeiros esboços - Imagens e capas de revistas |
| 25 de setembro de 2001 | 24 de setembro de 2001 | 24 de setembro de 2001 | - Comentário em áudio para os 13 episódios - Roteiros originais de "Bart the Genius", "Bart the General", "Moaning Lisa" e "Some Enchanted Evening" - Versão inédita de "Some Enchanted Evening" - Outtakes de Albert Brooks - Especial da BBC: America's First Family - ABC News: Bart T-shirt Controversy - The Tracey Ullman Show: "Good Night" - Clipes idiomas extrangeiros: "Foreign Language Clips" - Francês (em som surround 2.0) - Italiano (em som surround 2.0) - Japonês (em som surround 2.0) - Português (em som surround 2.0) - Espanhol (em som surround 2.0) - Primeiros esboços - Imagens e capas de revistas |